# Louis-Do de Lencquesaing

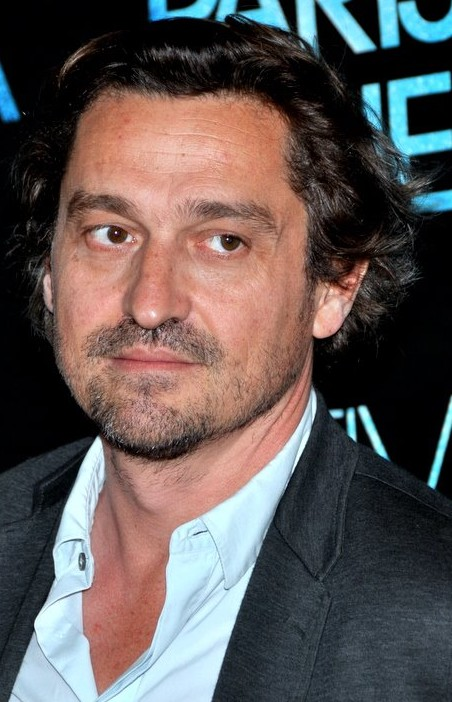
Louis-Do de Lencquesaing (2012)

Louis-Dominique „Louis-Do“ de Lencquesaing (* 25. Dezember 1963 in Paris, Frankreich) ist ein französischer Schauspieler, Filmregisseur und Drehbuchautor.

## Biografie
Louis-Do de Lencquesaing studierte Schauspiel am Cours Périmony und war anschließend mehrere Jahre am Theater tätig. Sein Leinwanddebüt gab er in dem 1991 erschienenen und von Arnaud Desplechin inszenierten Drama Das Leben der Toten an der Seite von Thibault de Montalembert und Emmanuelle Devos. Neben seiner Schauspielerei betätigte sich de Lencquesaing auch als Regisseur und Drehbuchautor. So inszenierte er 1999 und 2009 die beiden Kurzfilme Mécréant und Même pas en rêve. Sein Langspielfilmdebüt als Autorenfilmer gab er 2012 mit der Komödie Au galop.
Mit der Kamerafrau Caroline Champetier hat er eine gemeinsame Tochter, die Schauspielerin Alice de Lencquesaing. Aktuell ist er mit der Schauspielerin Aurélia Alcaïs liiert, mit der er einen gemeinsamen Sohn hat.

## Filmografie (Auswahl)

### Schauspieler
- 1991: Das Leben der Toten (La vie des morts)
- 1992: Die Wache (La sentinelle)
- 1993: Bittere Wahrheit (Mensonge)
- 1993: Weh mir (Hélas pour moi)
- 1996: Encore – Immer wieder die Frauen… (Encore)
- 1998: Zu verkaufen (À vendre)
- 1999: Das Wesen der Schönheit (Les infortunes de la beauté)
- 2002: Eine ganz private Affäre (Une affaire privée)
- 2003: Die Bestie der alten Berge (La bête du Gévaudan)
- 2003: Kleine Wunden (Petites coupures)
- 2003: Es brennt in mir (Les corps impatients)
- 2005: Ein perfektes Paar (Un couple parfait)
- 2006: Der Unberührbare (L’intouchable)
- 2006: Gaspard der Bandit (Gaspard le bandit)
- 2009: Der Vater meiner Kinder (Le père de mes enfants)
- 2009: Lehrjahre der Macht (L’école du pouvoir)
- 2010: I’m Not a F**king Princess (My Little Princess)
- 2011: Das bessere Leben (Elles)
- 2011: Ein freudiges Ereignis (Un heureux événement)
- 2011: Die Kunst zu lieben (L’art d’aimer)
- 2011: Haus der Sünde (L’apollonide (Souvenirs de la maison close))
- 2011: Poliezei (Polisse)
- 2012: Paris-Manhattan
- 2012: Superstar
- 2013: It Boy – Liebe auf Französisch (20 ans d’écart)
- 2014–2020: Engrenages (Fernsehserie, 40 Folgen)
- 2015: Francofonia
- 2015: Ich wünsche dir ein schönes Leben (Je vous souhaite d’être follement aimée)
- 2016: Arès – Der letzte seiner Art (Arès)
- 2016: Die Tänzerin (La danseuse)
- 2018: Ein Volk und sein König (Un peuple et son roi)
- 2020: Leichter gesagt als getan (Les choses qu’on dit, les choses qu’on fait)
- 2021: Verlorene Illusionen (Illusions perdues)
- 2022: Wie im echten Leben (Ouistreham)
- 2024: Limonov: The Ballad

### Regie und Drehbuch
- 1999: Mécréant
- 2009: Même pas en rêve
- 2012: Au galop
- 2019: La sainte familie